# 劍吻腔吻鱈
劍吻腔吻鱈，為輻鰭魚綱鱈形目鼠尾鱈科的其中一種，分布於中西大西洋佛羅里達海峽及東大西洋維德角群島海域，屬深海底棲性魚類，深度400-2220公尺，體長可達50公分，棲息在底層水域，以多毛類、甲殼類、小魚等為食，生活習性不明，可做為食用魚。